# 郡望
郡望，是“郡”与“望”的合称，郡是中国古代行政区划单位，望是指望族世家，郡望连用，即表示某一地域范围内的名门望族或该望族的发源地。
郡望始于魏晋南北朝，由于门阀制度的盛行，各个州郡都形成了一批公认的高门大姓氏，当时称为“士族”、“右姓”等，为标榜自己是某地的望族，他们特意在姓氏的前面标出自己家族所在的地域，显示贵族身份，显示与同姓氏其他人的区别。一个郡可以有多个望族，如陈郡有陈郡谢氏、陈郡袁氏等。同一姓氏，不同地区的家族，则使用各自的郡望，如王氏有瑯琊王氏、太原王氏；崔氏有清河崔氏、博陵崔氏；李氏有趙郡李氏、隴西李氏。而现代人常常误解郡望的含义，经常误认为郡望就是表示该姓氏的起源地。
北魏时期陇西李氏后人的墓志如果记载籍贯，常常写为“陇西郡狄道县都乡和风里”或“陇西郡狄道县都乡华风里”，有些墓志前面缀上“秦州”，如去世于北魏正始二年（505年）的李蕤墓志，去世于永平三年（515年）李庆容的墓志，去世于正光五年（524年）李超的墓志。据《晋书·地理志上》“秦州”条，西晋初年“狄道县”的确属于秦州陇西郡，晋惠帝时则分立狄道郡，前凉时改属凉州，又以狄道县立武始郡。北魏时期狄道县隶属于枹罕镇，枹罕镇之后又改为河州，李蕤、李庆容、李超三人墓志所记载籍贯中的州、郡、县名称及隶属关系依据的是西晋初年的制度。清华大学历史系主任侯旭东教授认为，高门子弟用来标明其身份地位的郡望多产生于魏晋时代，随着时间的推移，那些州、郡、县名称与隶属关系也不断的变化，到北朝时他们居地的名称难免与旧有的郡望不合，这些名门后代为“高自标置”，仍然抱着旧贯不放，这种风气不仅流行于安顿死者的墓志铭中，世间也是一样，国史正传亦深受影响。《魏书·裴延俊》传称裴延俊为“河东闻喜人”而不是“正平闻喜人”，《魏书·李宝传》称李宝为“陇西狄道人”而不是“武始狄道人”，《魏书·郑羲传》称郑羲为“荥阳开封人”而不是“荥阳苑陵人”，《魏书·阳尼传》称阳尼为“北平无终人”而不是“渔阳无终人”，都是这种例子。
刘知几认为碑文中的籍贯和封爵的名称有很多造假，比如记载姓袁的就自称陈郡袁氏，姓杜的就自称京兆杜氏，姓刘的都自称是彭城刘氏，姓魏的都说是钜鹿魏氏，这是一种流行的不当风俗，忘记了史书传记的旧有体例。至明代，籍贯方才彻底替代郡望。
中央研究院历史语言研究所研究员毛汉光指出，士族是具有时间纵度的血缘单位，强调郡望以区别于其他家族，犹如一家百年老店强调金字招牌一般，郡望与士族相始终。
唐初以来的大一统局面以及长期的和平环境，又经历了安史之乱的大动乱，那些高门望族的生存环境和生活条件都有了较大的变化，甚至“唯郑氏不离荥阳”的荥阳郑氏也都城居了，其他鼎甲之家的迁徙之剧、变化之烈更加明显。既然迁徙至他处的高门望族，如岗头卢，泽底李、土门崔家、八宝崔家等所彰示，由于原有郡望已经不能确切予以表识，而另行改用更醒目的称呼，所以其迁居两京（长安、洛阳）的房分或家族，改用坊望予以称呼。
與郡望相關的詞尚有：姓望（姓氏與郡望）、地望（地位與名望）等。